# Nico Tortorella
Nicolò Luigi Tortorella, conosciuto come Nico (Wilmette, 30 luglio 1988), è un attore statunitense.

## Biografia
Nato a Wilmette, Illinois, e diplomatosi alla New Trier High School, Tortorella è meglio conosciuto per il ruolo di Cole Shepherd nel drama della CW The Beautiful Life prima che la serie diventasse il primo programma dell'autunno 2009 ad essere cancellato dopo la messa in onda di soli due episodi. Ha anche partecipato in veste di guest star nei primi tre episodi della serie televisiva della ABC Make It or Break It - Giovani campionesse dove ha interpretato Razor.
Nel 2010, Tortorella interpreta un ruolo secondario nel film di Joel Schumacher, Twelve, al fianco di Chace Crawford, Kiefer Sutherland ed Emma Roberts. Sempre nel 2010 fa parte del cast del film horror Scream 4. Nel 2011 Schumacher lo richiama per un ruolo secondario in Trespass.
Nel 2013 gira un primo pilot di Eye Candy, interpretando il detective Tommy Calligan. L'anno seguente, quando la serie venne ordinata da MTV, vennero fatti nuovamente i casting e il suo ruolo andò al collega, Casey Deidrick. Nello stesso anno appare nella serie televisiva targata FOX, The Following, interpretando nella prima stagione Jacob Wells/Will Wilson.
Nel 2014 ottiene il ruolo di Josh nella serie televisiva Younger, in onda su TvLand. La serie tv, basata sull'omonimo romanzo di Pamela Redmond Satran, e ideata da Darren Star (già creatore di Sex & The City), narra le vicende di Liza, una donna quarantenne, che mente sulla propria età al fine di rientrare nel mondo dell'editoria. Lo show è attualmente alla quinta stagione, che andrà in onda nel 2018. In Italia, è trasmessa da Fox Life dal 21 febbraio 2017.
Nel mese di settembre del 2016 lancia la sua trasmissione radiofonica, disponibile su iTunes, "#TheLoveBomb", in cui, ospitando diversi amici e persone note, parla dell'amore in tutte le sue sfaccettature e dell'accettazione del proprio essere. A gennaio del 2017, viene registrato il milione di download; mentre a giugno torna con la seconda stagione del podcast. Ad aprile apre un sito web dedicato alla trasmissione thelovebomb.us, dove verranno caricati gli episodi a venire.
A gennaio 2018 annuncia, tramite il suo profilo Instagram, l'uscita del suo primo libro di poesie "All Of It Is You", prevista per il 17 aprile dello stesso anno.
Nell’aprile 2020 partecipa come concorrente alla prima puntata di RuPaul’s Secret Celebrity Drag Race, uno spin-off dell’omonimo RuPaul’s Drag Race al fianco del mentore Monét X Change. 

## Vita privata
Tortorella si è definito genderfluid e omnisessuale in un'intervista del 2016 a "Vulture" e nel novembre 2017 ha affermato di essere in una relazione poliamorosa con Bethany C. Meyers, imprenditrice ed insegnante di fitness statunitense, al suo fianco da più di 11 anni. I due si definiscono genderfluid e si sposano civilmente, il 9 marzo 2018 a New York City.

## Filmografia

### Cinema
- Twelve, regia di Joel Schumacher (2010)
- Scream 4, regia di Wes Craven (2011)
- Trespass, regia di Joel Schumacher (2011)
- Il luogo delle ombre (Odd Thomas), regia di Stephen Sommers (2013)
- Hunter&Game, regia di Kevin Alexander (2014)
- The Mattachine Family, regia di Andy Vallentine (2023)

### Televisione
- Make It or Break It - Giovani campionesse – serie TV, 8 episodi (2009-2010)
- The Beautiful Life – serie TV, 5 episodi (2009)
- The Following – serie TV, 12 episodi (2013)
- Younger – serie TV (2015-2021)
- Menendez: Blood Brothers, regia di Fenton Bailey e Randy Barbato – film TV (2017)
- RuPaul's Drag Race – reality show, episodio 10x03 (2018)
- Just Tattoo of Us - USA – programma TV, un episodio (2019)
- RuPaul's Secret Celebrity Drag Race – programma TV, episodio 1x01 (2020)
- The Walking Dead: World Beyond – serie TV, 19 episodi (2020-2021)
- Città in fiamme (City on Fire) – serie TV, 8 episodi (2023)

## Doppiatori italiani
Nelle versioni in italiano delle opere in cui ha recitato, Nico Tortorella è stato doppiato da:
- Daniele Raffaeli in Younger, The Walking Dead: World Beyond, Città in fiamme
- Simone Crisari in Make It or Break It
- Paolo Vivio in Scream 4
- Luigi Morville in The Following
- Emanuele Ruzza in Trespass
- Maurizio Merluzzo in Il luogo delle ombre